# Plagiorhegma dubium
Plagiorhegma dubium är en berberisväxtart som beskrevs av Carl Maximowicz. Plagiorhegma dubium ingår i släktet Plagiorhegma och familjen berberisväxter. Inga underarter finns listade i Catalogue of Life.

## Bildgalleri

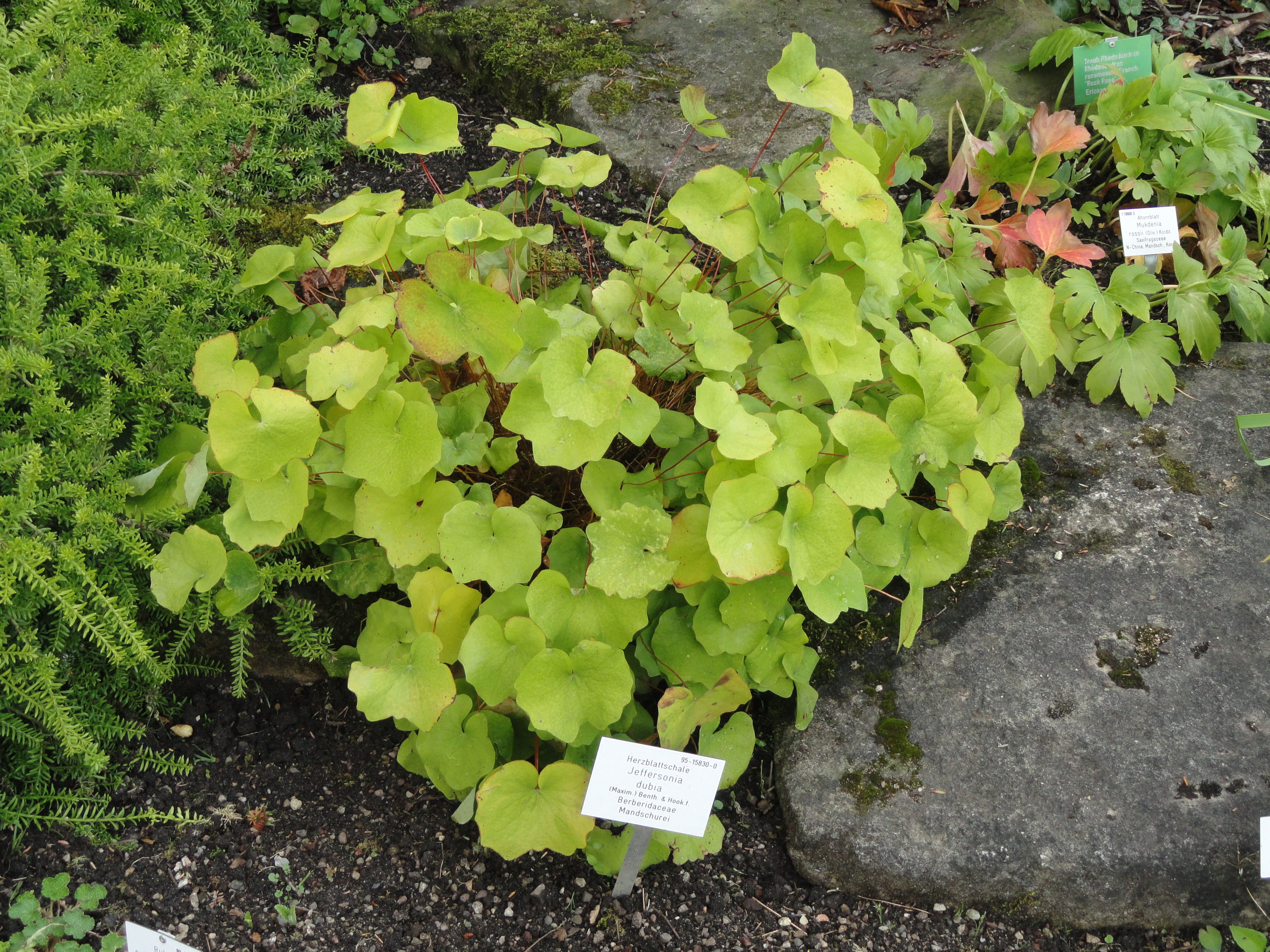